# (7661) Reincken
(7661) Reincken est un astéroïde de la ceinture principale.

## Description
(7661) Reincken est un astéroïde de la ceinture principale. Il fut découvert le 10 août 1994 à La Silla par Eric Walter Elst. Il présente une orbite caractérisée par un demi-grand axe de 2,88 UA, une excentricité de 0,02 et une inclinaison de 2,5° par rapport à l'écliptique.
L'astéroïde est nommé en l'honneur de l'organiste Johann Adam Reincken (1623-1722), figure de la vie musicale hambourgeoise.

## Compléments